# 思い出アルバム
『思い出アルバム』はトラヴュランスより2000年10月27日に発売されたアダルトゲーム。
メーカーの同じ「尽くしてあげちゃう」シリーズとは趣の異なる、純愛アドベンチャーゲーム。

## ストーリー
かつては地元の名門校だった「桐沢商工」。昔懐かしの木造校舎はすっかり老朽化してしまった。
主人公の子安 裕一らが三年生になった時、彼らの卒業を期に、鉄筋コンクリートの校舎に建て直すことが決まった。
旧校舎について思い出アルバムを作ろうという先生の提案がなされたが、旧校舎の不便さに不満を持つ者も多くクラスの皆は無関心だった。
しかし裕一は、亡き父も通った校舎への思い出もあって、卒業アルバムの制作委員に立候補していた。
他にも有志で手を上げてくれる者も現れ、アルバム制作は順調に始まったかに見えた。
思い出アルバム制作は、同時に自分たちの出会いを作っていく場にもなっていた。

## 登場人物
子安 裕一（こやす ゆういち）
主人公。「桐沢商工」の三年生。卒業を控え、旧校舎の思い出アルバムの制作委員に立候補する。
もともと目立つ存在ではなく、交友関係も広いわけではない。女子との会話も苦手という控えめな性格。
溝口皆実とは友人。
溝口 皆実（みぞぐち みなみ）
裕一の数少ない男性の友人で親友。裕一同様おとなしいタイプであるが、何でもそつなくこなし、機知に富んだ言動もみられる。
裕一がアルバム制作委員になったので、付き合いで制作委員を引き受ける。
おのおのの攻略シナリオにて、三人三様のキーパーソンとなる。

### アルバム制作委員（女子）
里浜 蛍（りはま ほたる）
クラス委員長を務める。長髪、ややメリハリのある体型。授業の際は眼鏡を使う。
優等生で美人タイプ。少々型物で男子にはキツく当たることも。しかし女子の間では人気者である。
三崎 奈緒（みさき なお）
ソフトボール部のキャプテン兼ピッチャーを務める。ショートヘア、体育会系だがスマート。自称はボク。
彼女の活躍もあり、ソフト部は県大会のベスト8程度の実力となる。 運動神経は抜群だが勉強は並以下。
笑顔が絶えず、男女共に人気がある。
長沢 伶（ながさわ れい）
図書委員。着やせするタイプで胸は大きい。ボリュームのある長髪をポニーテールにしている。
本が大好きで、物静かな少女。物思いにふけることが多いが、性への関心が人一倍強いことも一因。
図書室で調べものしている主人公たちと付き合ううち、制作委員に引き込まれる。

## ゲームシステム
前半のアルバム委員始動と後半の委員会再開に分けることはできるが、スタンダードなテキストADV。
プレイヤーは校舎を調べたり写真を撮ったりして、アルバムの素材を集めていく。
おまけ機能にBGM再生があるが、SDキャラの女子3人が、曲にあわせて笛を演奏するアニメが見られる。

## スタッフ
- 原画：山根正宏（後に「せんどりくん」と改名）
- シナリオ：雅蜥蜴
- 音楽：ミリオンバンブー（わさび）
  - 主題歌：『思い出アルバム』-Vo.齋藤 紀子

## 評価
BugBugのイチオシ!BUG'Sレビューではよくある恋愛シミュレーションは主人公に感情移入できずストーリーもありえないことが多いが本作はそういったものとは違い、「怒」によって感情移入させていて登場する少女たちはみな可愛いが自分本位でむかつく奴らだが話を進めるとそれぞれ悩みを抱えていることがわかりうまく感情移入させるように作られプレイに集中できるようになっている、機能としてTE-BURUというメッセージ送りのシステムがあるが今まであったものは使うと話を理解できなくなるしクリックで進めるのも面倒だがこの機能はクリックいらずでプレイヤーが好きなような速度で進むためメッセージ送りが面倒なら重宝してストレスフリーだが、少女たちに音声が当てられていないのが残念でTE-BURUも活用できたとした他、主人公の友人の皆実はなぜか可愛くノリも微妙にいい感じで少女たちにむかついていたら皆実とばかり一緒にいるようになってしまい注意が必要であるとした。